# Iglesia de San Miguel (Belmonte de Gracián)
La iglesia de San Miguel de la localidad zaragozana de Belmonte de Gracián es un templo parroquial católico dedicado a San Miguel Arcángel y que eclesiásticamente está encuadrado dentro del arciprestazgo de Calatayud de la diócesis de Tarazona.

## Descripción
Se trata de una construcción del siglo XVI gótico tardía, que sustituye a una obra mudéjar del siglo XIV de la que se conserva el ábside y donde su elemento más destacado es la torre que parece ser anterior a esa fecha y que estaría dentro de lo denominado mudéjar aragonés.
La torre tiene estructura de alminar almohade, estando el primer cuerpo en sus primeros dos tercios construidos en tapial sin ningún tipo de decoración y a partir de ahí comienza la construcción en ladrillo con distintos motivos decorativos incorporando ataifores a la fachada. Tiene un machón central sobre el que se asientan las escaleras. Al llegar al segundo cuerpo se interrumpe el machón central y se abre una estancia abierta para el cuerpo de campanas.